# Patrik Baboumian
Patrik Baboumian (persa: پاتریک بابومیان, armenio: Պատրիկ Բաբունյան; 1 de julio de 1979) es un deportista de fuerza iraní-armenio en Alemania y ex culturista. 

## Trayectoria
Nacido en Abadán, Irán, de padres armenios, a la edad de siete años, junto con su madre y su abuela, emigraron a Hattenhof, Alemania. A la edad de nueve años había desarrollado mucho interés por el entrenamiento con pesas, lo que le llevó a seguir con el culturismo desde muy joven. En 1999 ganó el campeonato menor de culturismo IFBB alemán, y en 2002 se convirtió en el campeón juvenil en el Giessen Campions. Obtuvo el récord mundial de ascensor en la categoría 105k (165 kg), así como el registro alemán de peso pesado de elevación (180 kg) y el título de "hombre más fuerte de Alemania" (división de 105 kg). Desde 2006 ha estado compitiendo en eventos IFSA Strongman. En 2007 compitió en los campeonatos del mundo FSA -105 kg y terminó con el puesto 14.
En 2009, consiguió el récord mundial de ascensor (-105 kg división). Levantó 162,5 kg en su segundo intento en los nacionales alemanes de elevación. En 2010 estableció un nuevo récord de levantamiento de peso pesado alemán con 180 kg. En 2011 compitió en elevación en el campeonato del mundo y se colocó cuarto con un nuevo récord alemán de 185 kg. El 21 de mayo de 2011 levantó 190 kilogramos en Turku, Finlandia, y ganó la competencia local. En 2011 también ganó el título de "hombre más fuerte de Alemania", al ganar la división abierta contra los hombres alemanes más fuertes.
Es vegetariano desde 2005, y se convirtió en un vegano en 2011. En noviembre de 2011 se convirtió en el nuevo rostro de una campaña de la organización de derechos de los animales Personas por el Trato Ético de los Animales, abogando por una dieta vegetariana.

## Logros

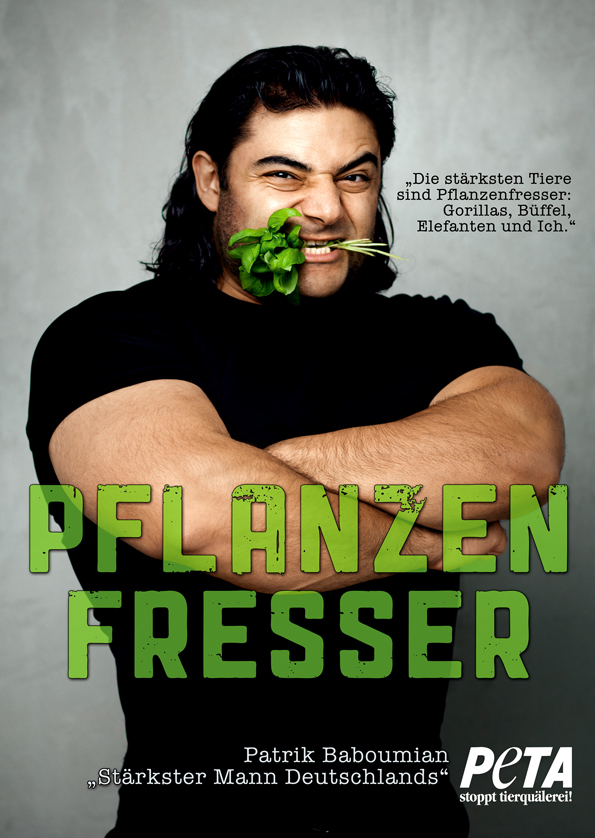
Baboumian en 2011.

- Campeón alemán internacional del culturismo-IFBB en junio de 1999.
- Campeón alemán -forzudo de 105 kg-GFSA en 2007.
- Campeón alemán -forzudo de 105 kg-GFSA en 2009.
- Equipo-campeón de Alemania forzudo-GFSA en 2009.
- Campeón alemán -GFSA registro de elevación en 2009.
- Récord mundial de registro de elevación -105 kg (165 kg) en 2009.
- Campeón alemán -GFSA registro de elevación en 2010.
- Récord alemán de registro de elevación +105 kg (180 kg) en 2010.
- 4º puesto en la copa del mundo de registro de elevación (185 kg) en 2011.
- Récord alemán en registro de elevación +105 kg (185 kg) en 2011.
- Campeón alemán y ganador total en registro de elevación -GFSA en 2011.
- Récord alemán en el levantamiento de barril de cerveza (13 repeticiones) en 2011.[3]
- Hombre más fuerte de Alemania en 2011.[4]
- Campeón de Europa en la Clase Powerlifting -división de 140 kg (ACP) en 2012.[5]
- Récord mundial de elevación barril de cerveza (150,2 kg) en 2012.[6]
- Récord mundial de 20 kg de retención frontal (1:26,14 Minutos) en 2012.
- 2013 Veg Fest yoke-walk, 550,2 kg (1213 libras) sobre 10 m (33 pies) en Toronto "Vegan strongman shoulders 550 kg — a record, perhaps — at vegetarian food fest". Toronto Star. 8 de septiembre de 2013. Retrieved 6 February 2018.

```
*2015 Veg Fest yoke-walk, 560 kg (1230 libras) en 28 segundos. Article on Clearly Veg Archived 2016-08-20 at the Wayback Machine, 20 de septiembre de 2015.
```

## Copas del Mundo
- 2007 (China) 14.
- 2009 (Ucrania) 9.
- 2010 (EE. UU.) 23.
- 2013 (Canada).
- 2015